# Зубково (Гагарінський район)
Зубково (рос. Зубково) — присілок Гагарінського району Смоленської області Росії. Входить до складу Акатовського сільського поселення.
Населення — 12 осіб (2007 рік). 